# Hartwig I. (Bremen)
Hartwig I., auch Hartwig von Stade (* 1118; † 11. Oktober 1168 in Bremen) war der politisch bedeutsamste Bremer Erzbischof des 12. Jahrhunderts.

## Biografie
Hartwig I. wurde als Sohn des Grafen Rudolf von Stade geboren und war der letzte aus dem mit ihm ausgestorbenen Geschlecht der Grafen von Stade (s. Udonen). Nach dem Tode seines Vaters 1124 wurde er auf Gütern seiner Mutter Richardis Gräfin von Sponheim bei Magdeburg und Jerichow erzogen. Er war über sie mit Erzbischof Hartwig von Magdeburg und Bischof Hartwig von Regensburg verwandt.
Hartwig war zunächst (1142–1143) Domherr vom Magdeburger Dom. Er wurde 1143 Propst des Domkapitels Bremen und war von 1148 bis zu seinem Tod Erzbischof des Bistums.
1143 arrangierte er die zweite Ehe seiner Schwester Liutgard von Stade mit König Erik III. von Dänemark. Ihre erste Ehe mit Friedrich II. von Sommerschenburg war 1144 wegen zu naher Verwandtschaft annulliert worden. Nach dem Tod seines kinderlosen älteren Bruders Rudolf (1144) sollten die umfangreichen Ländereien des Herrschaftsbereichs der Grafen von Stade auf das Bistum Bremen unter Vorbehalt des lebenslangen Lehens für Hartwig I. übergehen, jedoch nutzte Heinrich der Löwe den Erbfall zur Ausdehnung seines Herrschaftsbereichs in Sachsen mit juristischen und kriegerischen Mitteln. Die Gründung des Prämonstratenserstiftes Jerichow bei Tangermünde 1144 geht maßgeblich auf Hartwig zurück.
Während seiner Herrschaft gab es wiederkehrende Auseinandersetzungen mit Heinrich dem Löwen um die Investitur der Bischöfe des Wendenlands. 1151 und 1168 beteiligte er sich erfolglos an antiwelfischen Fürstenverschwörungen und überfiel 1154 eigenmächtige herzogliche Burgen. Jedoch wurde der Sachsenherzog von König Friedrich I., für den Besitz des Investiturrechts für die zum Bremer Erzbistum gehörigen nordwendischen Bistümer bestätigt. Damit wurde die Unterordnung des Erzstifts unter das Herzogtum bestätigt.
1154 folgte er nicht dem Italienzug König Friedrichs I. Im Lehnsprozess von Roncaglia wurden ihm vorübergehend die Regalien – die Hoheitsrechte – abgesprochen. 1159 folgte er dem Kaiser nach Italien, hatte aber keine bedeutende Rolle in der Reichspolitik. Er konnte aber die Regalien zurückgewinnen.
Hartwigs Schwester Richardis von Stade war eine enge Vertraute der Hl. Hildegard von Bingen.
Hartwig soll zudem zu Ehren seines 1145 in Burg (Dithmarschen) erschlagenen Bruders die dortige Petrikirche errichtet haben.

## Ehrungen
Die Hartwigstraße in Bremen-Schwachhausen wurde 1890 nach ihm benannt.